# 国立台北教育大学
国立台北教育大学（こくりつたいぺいきょういくだいがく、繁: 國立臺北教育大學、英: National Taipei University of Education）は、台湾台北市に位置する中華民国の国立大学である。前身が師範学校であったため、現在でも教師育成に主眼を置いた高等教育が行われている。

## 歴史
| 年            | 月日 | 事跡                                                                  |
| ------------- | ---- | --------------------------------------------------------------------- |
| 1896年        | -    | 「芝山巖学堂」として開校                                              |
| 1897年        | -    | 「台湾総督府国語学校」と改称                                          |
| 1920年 1927年 | -    | 「台湾総督府台北師範学校」と改称 「台湾総督府台北第二師範学校」と改称 |
| 1945年        | -    | 「台湾省立台北師範学校」と改称                                        |
| 1961年        | -    | 「台湾省立台北師範専科学校」と改称                                    |
| 1987年        | -    | 「台湾省立台北師範学院」と改称                                        |
| 1991年        | -    | 「国立台北師範学院」と改称                                            |
| 2005年        | -    | 「国立台北教育大学」と改称                                            |

## 組織
| - 教育学院 - 教育政策管理研究所 - 教育カリキュラム研究所 - 国民教育学系 - 幼児教育学系 - 特殊教育学系 - 教育心理カウンセリング学系 - 社会科教育学系 - 生命教育健康促進研究所 - 人文芸術学院 - 言語教育学系 - 児童英語教育学系 - 児童英語教育研究所 - 芸術教育学系 - 芸術教育研究所 - 音楽教育学系 - 音楽研究所 - 台湾文学研究所 - 玩具遊戯デザイン研究所 - 造形デザイン学系 - 芸術文化産業デザイン・経営研究所 - 文教法律研究所 - 文化産業学系 | - 理学院 - 教育コミュニケーション科学研究所 - 数学情報教育学系 - 数学教育研究所 - 数理教育研究所 - 自然科学教育学系 - 体育学系 - 情報科学系 - デジタルコンテンツデザイン系 |

## 教員

### 歴代校長
台湾総督府国語学校長
| 任別 | 任職期間   | 名前       |
| 1    | 1896－1900 | 町田則文   |
| 2    | 1901－1906 | 田中敬一   |
| 3    | 1907       | 持地六三郎 |
| 4    | 1908－1910 | 本庄太一郎 |
| 5    | 1911－1919 | 隈本繁吉   |
| 6    | 1920－1921 | 太田秀穂   |
| 7    | 1922－1926 | 志保田鉎吉 |
| 8    | 1927－1935 | 根井久吾   |
| 9    | 1936－1941 | 藤谷芳太郎 |
| 10   | 1942       | 石井権三   |
| 11   | 1943－不明 | 大浦精一   |

戦後
| 任別 | 任職期間              | 姓名   |
| ---- | --------------------- | ------ |
| 1    | 1945年12月－1952年7月 | 唐守謙 |
| 2    | 1952年8月－1954年1月  | 葉守乾 |
| 3    | 1954年1月－1959年7月  | 劉平侯 |
| 4    | 1959年8月－1967年2月  | 韓宝鑑 |
| 5    | 1967年2月－1980年7月  | 葉霞翟 |
| 6    | 1980年8月－1986年7月  | 熊光義 |
| 7    | 1986年8月－1994年1月  | 陳鏡潭 |
| 代理 | 1994年2月－1995年1月  | 張玉成 |
| 8    | 1995年2月－2001年2月  | 欧用生 |
| 9    | 2001年3月－2005年7月  | 張玉成 |
| 10   | 2005年8月－2008年7月  | 荘淇銘 |
| 11   | 2008年8月－2012年7月  | 林新発 |
| 12   | 2012年8月－2020年7月  | 張新仁 |
| 13   | 2020年8月－現任       | 陳慶和 |